# Rapisma xizangense
Rapisma xizangense là một loài côn trùng trong họ Rapismatidae thuộc bộ Neuroptera. Loài này được C.-k. Yang miêu tả năm 1993.